# Ланволлон
Ланволло́н (фр. Lanvollon, брет. Lannolon) — коммуна во Франции, находится в регионе Бретань. Департамент — Кот-д’Армор. Входит в состав  кантона Плуа. Округ коммуны — Генган.
Код INSEE коммуны — 22121.

## География
Коммуна расположена приблизительно в 400 км к западу от Парижа, в 115 км северо-западнее Ренна, в 21 км к северо-западу от Сен-Бриё.

## Население
Население коммуны на 2016 год составляло 1 764 человека.
| 1962 | 1968 | 1975 | 1982 | 1990 | 1999 | 2008 | 2016 |
| ---- | ---- | ---- | ---- | ---- | ---- | ---- | ---- |
| 1075 | 1111 | 1358 | 1423 | 1427 | 1388 | 1728 | 1764 |

## Экономика
В 2007 году среди 949 человек в трудоспособном возрасте (15—64 лет) 682 были экономически активными, 267 — неактивными (показатель активности — 71,9 %, в 1999 году было 64,9 %). Из 682 активных работали 615 человек (338 мужчин и 277 женщин), безработных было 67 (24 мужчины и 43 женщины). Среди 267 неактивных 72 человека были учениками или студентами, 121 — пенсионерами, 74 были неактивными по другим причинам.

## Достопримечательности
- Дом XVI века, известный как «Отель Кератри». Исторический памятник с 1922 года[3]

## Фотогалерея
- Мэрия
- Отель Кератри
- Вид из парка
- Карта коммуны